# Horner Rennbahn (metropolitana di Amburgo)
La stazione di Horner Rennbahn è una stazione della metropolitana di Amburgo, sulle linea U2 e U4.
Si tratta di una stazione sotterranea, situata nel distretto di Hamburg-Mitte ed è stata inaugurata il 2 gennaio 1967.